# Family 8108
"Family 8108" je jedanaesta epizoda pete sezone serije Zločini iz prošlosti.

## Sinopsis
Lili i njena ekipa rešavaju slučaj japanskog muža, Reja Takahašija, koji je ubijen, nakon što je pušten iz japansko-američkog logora, u Kaliforniji, za vreme Drugog svetskog rata. Rej Takahaši je bio dobar japansko-američki poslovnik, koji je uspešno vodio posao svoje porodice. Međutim, kad je izbio Drugi svetski rat, porodica morala da pređe u logor Manzanar, pa je i njegov sin Bili, prekinuo sve kontakte s svojim najboljem prijateljem Skipom. Porodica je bila prisiljena da započne novi život, u straćari i da se privikne na nove životne uslove. Bili je mogao imati časove kod Meri En, s kojom se Rej vrlo zbližio. Jednom kad je Bili išao u zgradu škole, naišao je na Meri En i Reja, kako se ljube. Nakon ovoga, je Bili odlučio da se prijavi u armadu, pozdravio se s majkom i otišao. Rej je bio užasnut činjenicom da više neće videti Bilija. Nekoliko meseci kasnije, je porodica dobila pismo, u kojem je pisalo da je Bili mrtav. Nakon što će Takahašijevi biti pušteni iz logora, Meri En će pomoći porodici da počnu novi život. Ispostaviće se da je Skip udario i gurnuo Reja niz stepenice, i da je to prouzrokovalo smrt.